# Санд, Йохан ван ден
Йохан ван ден Санд (нидерл. Johan van den Sande; 28 июня 1568, Арнем — 17 ноября 1638, Леуварден) — голландский писатель
, историк, педагог.

## Биография
Родился в Арнеме в провинции Гелдерланд. Образование получил в университетах Виттенберга и Лейдена. В тридцатилетнем возрасте стал профессором во Франекере (Фрисландия). Позже стал членом суда Фрисландии.
Его сочинения под заглавием «De regulis juris» (1683) были изданы в Гронингене; они включают три части: «Decisiones Frisicae» (1615), «De actionum cessione» (1623), «De prohibita rerum alienatione» (1623).
Его исторические работы — продолжение истории Бельгии Рейдама (1650) и сокращённая история волнений в Нидерландах с 1566 г. (Лейварден, 1651).
Его «Decisiones Curiae Frisiccae» представляет собой трактат о действующем праве во Фрисландии, иллюстрированный решениями фризского суда.